# Isabel de Villalonga
Isabel de Villalonga Piera (Barcelona, 19XX) és una periodista i escriptora catalana. Col·labora habitualment amb La Vanguardia. Ha publicat diversos llibres sobre la ciutat de Barcelona, entre els quals destaquen Barcelona a 100, Descubra los más originales restaurantes de Barcelona i Pasea por los barrios de Barcelona, entre d'altres. El 2010 es va casar amb Oriol Regàs i Pagès. La seva darrera obra és Els Sis a Barcelona, publicada el 2017.